# 유쾌한 도우미
유쾌한 도우미는 2008년에 제작된 단편 영화이다.

## 줄거리
인간의 죽음에 대한 날카로운 통찰력을 그린 단편 영화이다.

## 등장 인물

### 주인공
- 서현진 : 수녀 역
- 김명수 : 신부 역
- 전태수 : 성진 역

## 수상 이력
- 2009년 제26회 부산아시아단편영화제 관객상
- 쇼츠쇼츠 페스티벌 화제상